# Дом-музей Леопольда и Мстислава Ростроповичей
Дом-музей Леопольда и Мстислава Ростроповичей — государственный мемориальный музей в Баку, Азербайджан.

## История
Дом-музей отца и сына Ростроповичей был создан в 1998 году в здании, где семья Ростроповичей проживала на протяжении шести лет — с 1925 по 1931 год. Леопольд Ростропович был приглашен в Баку в 1925 году из Оренбурга азербайджанским композитором Узеиром Гаджибековым. Леопольд Ростропович принял приглашение, и вся семья переехала в Баку, где он и его жена начали преподавать в Азербайджанской государственной консерватории.
27 марта 1927 года в этом доме родился виолончелист, пианист и дирижёр Мстислав Ростропович. Улица, на которой жила семья Ростроповичей, теперь носит их имя. Музей был открыт для посетителей в 1998 году. Сам Мстислав Ростропович присутствовал во время церемонии открытия музея с женой Галиной Вишневской и множеством гостей.

## Структура
Музей состоит из четырёх комнат и прихожей. Экспозиция части прихожей и первой комнаты носят мемориальный характер. Все залы музея посвящены отдельным этапам жизни и творческой деятельности Леопольда и Мстислава Ростроповичей.
В настоящее время основная коллекция дома-музея содержит более 5000 экспонатов. Среди экспонатов много подлинных предметов, ранее принадлежавших семье Ростроповича. В доме есть старинный ковёр и мебель конца XIX — начала XX века. Экспозиция содержит также фотографии, письма, автографы, концертный фрак, дирижерскую палочку, пластинки, награды и другие артефакты, связанные с деятельностью выдающихся музыкантов.
В музее проводятся вечера классической музыки памяти великих виолончелистов Ростроповичей. На здании музея установлена мемориальная доска.

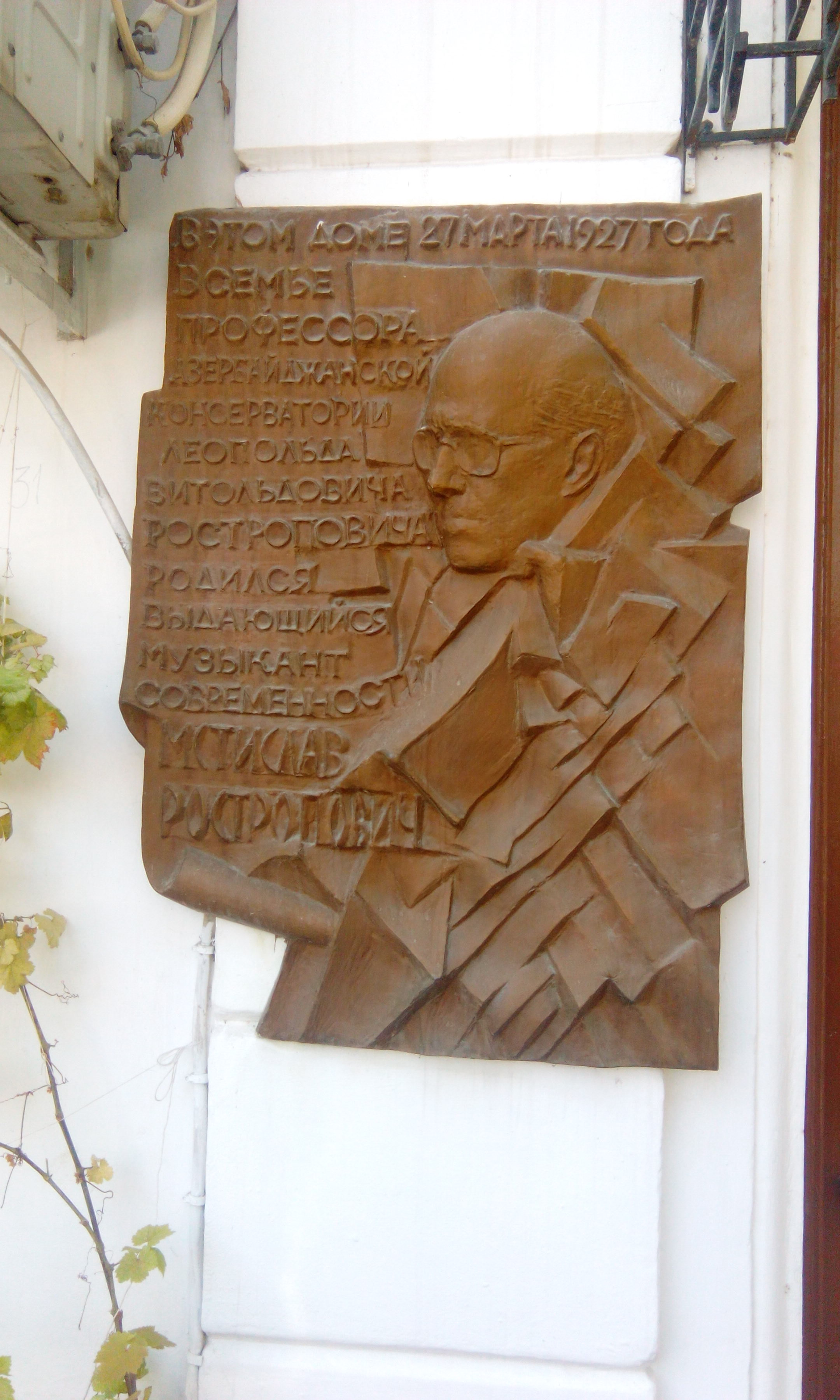
Мемориальная доска на здании, где родился Мстислав Ростропович
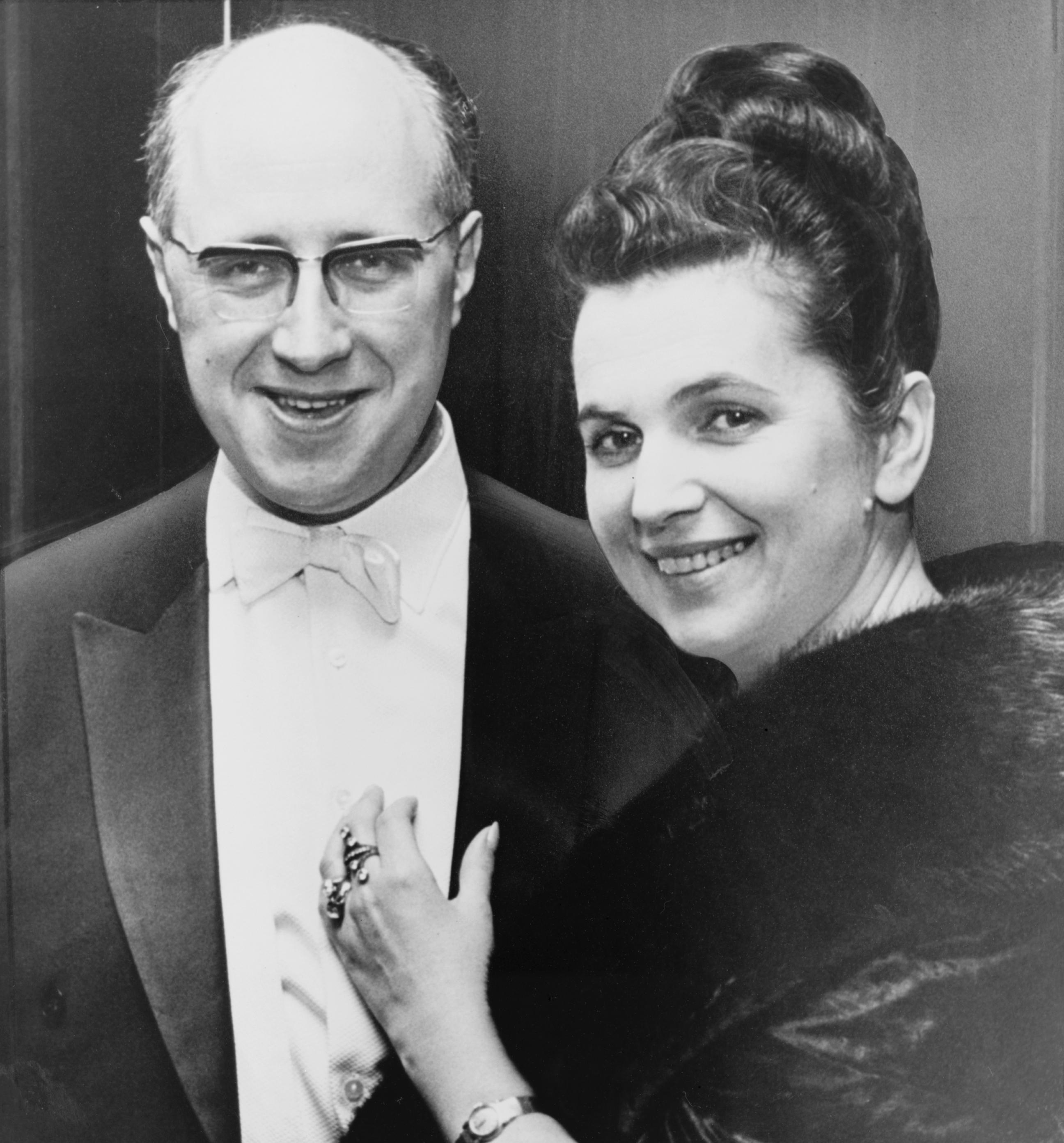
Мстислав Ростропович и Галина Вишневская, 1965 год.
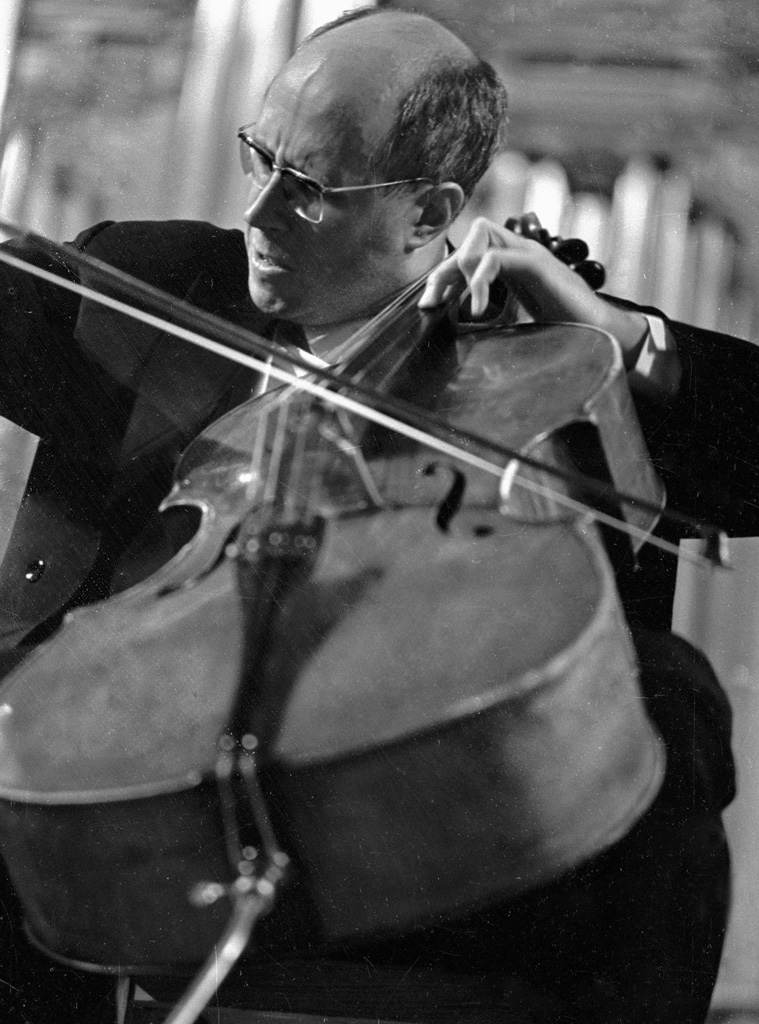
Мстислав Ростропович.